# 飯島茜
飯島 茜（いいじま あかね、1983年7月11日 - ）は、千葉県八千代市出身の日本の女子プロゴルファー。

## プロフィール
- 堀越高等学校（東京都）卒業。
- 所属スポンサー：フリー
- 契約
  - クラブ：ONOFF
  - ウェア：ジュンアンドロペ
  - シューズ：ミズノ
- 所属事務所：フォロースルー

## 経歴
小学校時代は陸上の3000メートルの選手だったが、中学には陸上部がなくソフトボール部に入部。13歳の時から本格的にゴルフに取り組み始め英才教育を受ける。小学校時代には、インフルエンザにもかかわらずマラソン大会に強行出場し、3キロを上位で完走し男子を驚かせたという伝説もある。
中学2年の時「関東ジュニア」で初めて70台を出して1位通過し、ジュニア界では無名だった飯島は一躍脚光を浴び、以後数々のアマチュアトーナメントにおいて好成績を収める。
高校卒業後はゴルフ技術の向上と語学習得のため、オーストラリアに6か月のゴルフ留学。2003年「日本女子オープン」で10位に入りセカンドアマを獲得。2004年にはアマチュア資格のまま「LPGAファイナルQT（クオリファイング・トーナメント）」を34位突破し2005年に行なわれる全試合の出場権を獲得。
同7月にはプロテストに一発合格。2005年、ルーキーながらトップ10フィニッシュ8回でシード権獲得。2006年1勝を挙げ、2007年8月-9月にはゴルフ5レディス、女子メジャー大会日本女子プロゴルフ選手権大会を2週連続で制した。以後もコンスタントに活躍をつづけ、2005年から2016年まで12年連続で賞金シード権を獲得した。
2017年、賞金ランキング54位に終わりシード権を失う。次年度から導入されるリランキング（成績に応じた出場優先順位の入れ替え）までの出場権は得たが、QTには出場しないことを宣言した。
ソフトボール出身という経歴が似る岡本綾子を尊敬しアドバイスを受けている。

## 優勝記録
- 2005年
  - SANKYOレディースオープン（ステップ・アップ・ツアー）
- 2006年
  - 近未來通信クイーンズオープンゴルフトーナメント
- 2007年
  - ゴルフ5レディスプロゴルフトーナメント
  - 日本女子プロゴルフ選手権大会コニカミノルタ杯
- 2008年
  - 廣済堂レディスゴルフカップ
- 2010年
  - サントリーレディスオープンゴルフトーナメント
  - ゴルフ5レディスプロゴルフトーナメント
- 2015年
  - Tポイントレディスゴルフトーナメント